# Fruens Bøge Station
Fruens Bøge Station er en station på Svendborgbanen, som ligger i Fruens Bøge i det sydvestlige Odense. Jernbanen adskiller Fruens Bøge Skov på den ene side fra villakvarteret Fruens Bøge på den anden side.
Fra stationens to spor er der to gange i timen tog til Odense og Ringe/Svendborg.

## Historie
Stationens hovedbygning og varehus er opført i 1876, hvor Svendborgbanen blev oprettet. De er tegnet af H.A.W. Haugsted og blev fredet af Planstyrelsen i 1992. Bygningen benyttes nu delvist af foreningen Station F som musikøvelokale. Siden 1. juli 2015 har stationsbygningen også huset Velodrom Kaffebar. Banedanmark har installationer til styring af jernbanedriften i en anden, aflukket del af bygningen.
Fra banens start var stationen mest et udflugtsmål, Den var kun åben fra 1. april til 30. september, men fra 1885 var den åben året rundt.

### Brobybanen
Fruens Bøge blev knudepunkt, da Odense-Nørre Broby-Fåborg Jernbane (3. oktober 1906 – 22. maj 1954) grenede fra Svendborgbanen her. Efter nedlæggelsen af Brobybanen blev en del af dens hovedspor og nogle sidespor frem til år 2000 brugt af Dalum Papirfabrik, der har transporteret store dele af sin produktion med godstog fra stationen. Det er muligt at gå på det nedlagte spor fra Skovalleen til papirfabrikken.

## Galleri
- Stationsbygningen fra vejsiden med varehus (nu cykelskur), bycykler og retiradebygning
- Herfra kan man gå på de tilgroede skinner ad den nedlagte Brobybane til Dalum Papirfabrik